# Inforad
Inforad est un outil d'aide à la conduite français ou un avertisseur de radar (selon les versions et/ou les pays). Il avertit de la localisation de zones dangereuses ou des radars par échange d'informations entre les utilisateurs, au travers du réseau GSM.
Le système est basé sur le partage en temps réel d'informations entre les utilisateurs dans le but de se prévenir mutuellement de la présence d'un radar, d'une perturbation ou d'un accident, sur le trajet, dès qu'il est "vu" sur la route. Les appareils Inforad fonctionnent dans toute l'Europe.
Pour avertir la communauté d'un danger, il suffit d'appuyer sur une des touches de la télécommande du boitier pour que la position du danger, détectée par GPS, soit transmise via le réseau GSM à l'ensemble des autres utilisateurs du système Inforad.
La qualité des informations est donc liée, essentiellement, à la fraîcheur de l'information (toutes les minutes sur l'Inforad Ci et Inforad Smart) et du nombre d'utilisateurs du service.

## Historique
Le système est géré par la société Inforad, fondée en 2003.

## Utilisateurs
Les utilisateurs des produits communicants, à savoir les Inforad Ci et Smart, sont nommés « Vikis ».
En date du 6 février 2012, la communauté Inforad serait de 1 900 000 utilisateurs.

## Coût d'utilisation et garantie
Les mises à jour de la base de données est intégralement gratuite pour tous les appareils Inforad. L'abonnement pour l'échange d'informations sur les appareils communicants est entièrement gratuit jusqu'au 31 décembre 2013. À partir du 1er janvier 2014, l'utilisation de ce service sera facturé 24 €/an (soit 2 €/mois) sous la forme d'un abonnement annuel.
La mise à jour de la cartographie, Here Maps, est trimestrielle et est soumise à un abonnement de 24 €/an sur l'Inforad Ci et l'Inforad Smart.
Cependant le fichier de mise à jour de l'inforad CI, fichier 02-00061-fr_benelux_2016q4.stm, dernier en date du 26 juin 2017 est IDENTIQUE bit pour bit au fichier 02-00058-fr_benelux_2016q2.stm en date du 7 avril 2016.
Il semblerait donc que les mises à jour ne soient plus publiées.
Les appareils Inforad de la gamme communicante sont garantis 2 ans à partir de la date d'achat. Les appareils non communicants de la gamme Inforad sont garantis 2 ans.

## Différences entre Inforad Ci et Inforad Smart

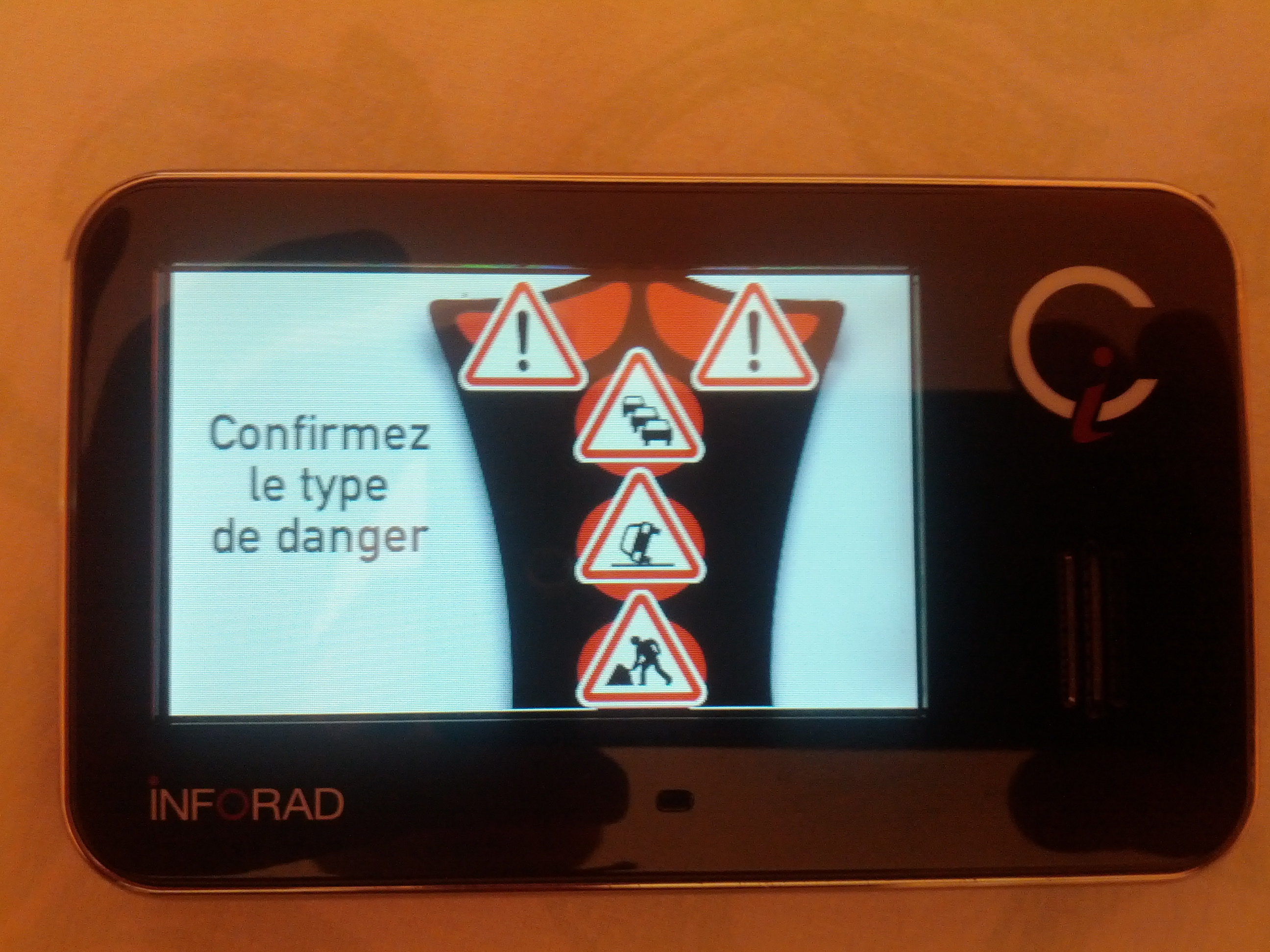
Déclaration sur un Inforad Ci d'un danger de type Radar mobile, Bouchon, Accident ou Travaux à l'aide de la télécommande.

Ces deux boitiers partagent la même base de données européenne et la même communauté européenne d'utilisateurs. Au regard, les appareils sont identiques mais il subsiste des différences que sont :
- Inforad Ci : cartographie France, Belgique et Luxembourg lui permettant d'afficher les limitations de vitesse sur l'ensemble des routes de ces pays.
- Inforad Smart : cartographie européenne lui permettant d'afficher les limitations de vitesse sur l'ensemble des routes des pays d'Europe.
- Le prix : 99,90 € conseillés pour l'Inforad Ci[6] et 149,90 € conseillés pour l'inforad Smart[7].

L'Inforad Ci affiche néanmoins les limitations de vitesse dans l'ensemble des pays européens lors d'une zone de danger contenant un radar fixe.
Techniquement, la mémoire interne de l'Inforad Ci est de 1 Go tandis que celle de l'Inforad Smart est de 4 Go, lui permettant ainsi de recevoir les cartes des pays européens.

Le firmware des deux appareils est identique.

## Application smartphone
Depuis le 14 septembre 2012, Inforad est accessible depuis les smartphones de type iPhone. L'application est gratuite au téléchargement et l'abonnement est offert pendant 6 mois.
L'application possède une cartographie embarquée identique à celle de l'Inforad Ci.
Une application pour les smartphones exploitant les systèmes android et blackberry est en cours de déploiement.

## Concurrence
Les principaux concurrents d'Inforad sont Coyote, Wikango. En effet, ce sont les seules marques avec Avertinoo qui proposent des boitiers communicants.
L'abonnement aux services sur un boitier Coyote est de 12 €/mois.
L'abonnement aux services sur un boitier Wikango est de 6 €/mois. Wikango propose un abonnement à vie pour 200 € de plus.
Il existe des applications concurrentes pour smartphone comme Eklaireur, Waze ou ABE mais certaines d'entre elles ne sont pas légales en France comme Trapster ou Glob du fait du non-respect de la loi 2011. Les utilisateurs d'une application illégale comme ces dernières s'exposent à 1 500 € d'amende et à un retrait de 6 points sur le permis de conduire

## Conformité française

### Projet de loi 2011
Un projet de loi de mai 2011 visant à supprimer les avertisseurs de radar a obligé la société Inforad à ne plus signaler la position précise des radars (fixes et mobiles), mais de signaler les "zones dangereuses", équipées ou non, de radars (fixes ou mobiles).

### Conformité novembre 2011
Le 28 novembre 2011 est rendue disponible une mise à jour permettant d'obtenir un certificat garantissant que le système "Inforad" n'est pas un avertisseur de radar, mais un outil d'aide à la conduite.